# Produce!
Produce Co., Ltd. var ett japanskt datorspelföretag. Det grundades den 6 april 1990 av tidigare Irem-anställda och utvecklade ett antal spel för både Enix och Hudson Soft. Producera! har gjort spel för Super Nintendo Entertainment System, Nintendo 64, PlayStation och PC Engine-system.

## Spel
- The 7th Saga
- Aldynes: The Mission Code for Rage Crisis
- Brain Lord
- Dual Heroes
- Googootrops
- Kaijuu Senki
- Kaikan Phrase: Datenshi Kourin
- Mystic Ark
- Mystic Ark: Theatre of Illusions
- Paca Paca Passion
- Paca Paca Passion 2
- Paca Paca Passion Special
- Super Bomberman
- Super Bomberman 2
- Super Bomberman 4
- Super Adventure Island
- Tengai Makyou: Dennou Karakuri Kakutouden